# Booneostrea subucula
Booneostrea subucula is een tweekleppigensoort uit de familie van de Ostreidae. De wetenschappelijke naam van de soort is voor het eerst geldig gepubliceerd in 1925 door Jousseaume in Lamy.